# Ann Van den Broeck
Ann Van den Broeck (Reet, 29 oktober 1976) is een Vlaamse (musical)actrice. Ze studeerde in 2000 af aan het Koninklijk Conservatorium Brussel, afdeling musical.

## Theater
Haar professioneel musicaldebuut maakte zij in The Hired Man (understudy May) bij het Koninklijk Ballet van Vlaanderen. A Little Night Music, Let’s do it, She Loves Me en Merrily we roll along waren de volgende musicals waarin ze stond bij dit gezelschap. Voor die laatste rol won ze in 2004 haar eerste Vlaamse Musicalprijs met haar vertolking van Beth Spencer.
Daarna speelde ze verschillende hoofdrollen in musicals van andere producenten en gezelschappen, zoals Dracula, Beauty and the Beast, The Last Five Years (waarvoor ze de Vlaamse Musicalprijs voor Beste vrouwelijke hoofdrol won), Elisabeth en Assepoester, het Tamelijk Ware Verhaal.
In februari 2008 ging ze met haar eerste eigen productie Bakelietjes in première in de Arenbergschouwburg in Antwerpen. Iets meer dan een jaar later stak ze haar eigen The Musical Songbook in elkaar, wat ze speelde in het Fakkelteater, ook in Antwerpen. Ten slotte toonde ze het grote publiek in de lente van 2009 dat ze kan zingen door de tweede plaats in het televisieprogramma Steracteur Sterartiest te bereiken.
Ook nu is Ann Van den Broeck nog actief als zangeres, onder andere in het jaarlijks terugkerende programma Hotel Vocal van het Fakkelteater, waarin ze in 2019 nog meedeed.
Als lyrische sopraan zong ze al mee in een aantal concertreeksen, waaronder Maxemillecorde onder leiding van Max Smeets en de Nieuwjaarsproms onder leiding van Dirk Brossé.
Daarnaast luisterde haar stem al menig zomer- en winterrevues op; ze deed mee in onder andere de kerstshow van Luc Caals in 2009, Casino Amuzanto in 2011, Caals Comedy Club in 2012 en Songfestival Contest of the Best in 2014. Ze werd voor deze revues regelmatig gevraagd door Luc Caals, maar ze werkte ook met Dirk Van Vooren al vaak samen, onder andere in Een Perfect Huwelijk van De Komedie Compagnie. Ook stonden ze al vijf seizoenen samen in het Antwerpse Theater Elckerlyc om de Winterrevue te brengen, een productie geregisseerd door Stany Crets.
In 2016-2017 vertolkte Ann de titelrol in Evita en datzelfde seizoen en het seizoen erna was ze te zien zijn in Goodbye, Norma Jeane, een productie van Judas TheaterProducties over de laatste avond uit het leven van Marilyn Monroe.
In 2018 kreeg ze de buitenkans om in de Britse tournee van Flashdance the Musical de rol van Hannah te vertolken, omdat Carrol Ball, die de rol in Groot-Brittannië speelde, vliegangst heeft. Van den Broeck mocht in Korea, Zwitserland en België (Oostende) meespelen. In hetzelfde jaar werd #LikeMe opgenomen, dat in het voorjaar van 2019 werd uitgezonden op Ketnet.
In 2019 kreeg ze opnieuw de kans om een slechterik te spelen in de musical Aladdin van Uitgezonderd Theater. Aan het begin van dat jaar speelde ze opnieuw in Spamalot – met dezelfde cast – net als acht jaar eerder.
| Titel                                  | Rol                                        | Soort theater | Producent                        | Jaar      |
| -------------------------------------- | ------------------------------------------ | ------------- | -------------------------------- | --------- |
| Elisabeth                              | Aartshertogin Sophie/ understudy Elisabeth | Musical       | Albert Verlinde Producties       | 2025      |
| Babes                                  | Sanne                                      | Musical       | Iskariot                         | 2024      |
| De Ballroombeker                       | Vanessa                                    | Theater       | Het Achterland                   | 2024      |
| Magdalena                              | Zuster Margaret                            | Musical       | The Singing Factory              | 2024      |
| Hairspray                              | Velma Von Tussle                           | Musical       | Deep Bridge                      | 2024      |
| Winterrevue                            | Ann                                        | revue         | Theater Elckerlyc                | 2023      |
| You are my Sunshine                    | Britt                                      | Musical       | Deep Bridge                      | 2023      |
| One More Night                         | Ann                                        | Musical       | Deep Bridge                      | 2023      |
| Calendar Girls                         | Marie                                      | Theater       | Backstage Producties             | 2023      |
| One Night Only                         | Ann                                        | Musical       | Deep Bridge                      | 2022      |
| Mamma Mia                              | Donna                                      | Musical       | Deep Bridge                      | 2020-2022 |
| Winterrevue                            | Ann                                        | revue         | Theater Elckerlyc                | 2019      |
| Aladdin (musical)                      | Hessa                                      | musical       | Uitgezonderd Producties          | 2019      |
| Spamalot                               | Lady of the lake                           | musical       | Deep Bridge                      | 2019      |
| Winterrevue                            | Ann                                        | revue         | Theater Elckerlyc                | 2018      |
| Flashdance                             | Hannah                                     | musical       | Runaway Entertainment            | 2018      |
| Winterrevue                            | Ann                                        | revue         | Theater Elckerlyc                | 2017      |
| Goodbye, Norma Jeane                   | Marilyn Monroe                             | musical       | Judas TheaterProducties          | 2017-2018 |
| Winterrevue                            | Ann                                        | revue         | Theater Elckerlyc                | 2016      |
| Evita                                  | Evita                                      | musical       | Music Hall                       | 2016      |
| Winterrevue                            | Ann                                        | revue         | Theater Elckerlyc                | 2015      |
| Marie Antoinette                       | Marie Antoinette                           | musical       | Historalia                       | 2014      |
| Songfestival Contest of the Best       | Verschillende rollen                       | revue         | Little Grey Men                  | 2014      |
| Een Perfect Huwelijk                   | Sabine                                     | theater       | De Komedie Compagnie             | 2014      |
| Assepoester, het tamelijk ware verhaal | Stiefmoeder                                | musical       | Music Hall                       | 2013      |
| Shrek                                  | Fiona                                      | musical       | Music Hall                       | 2013      |
| Caals Comedy Club 2012                 | Ann                                        | revue         | /                                | 2012      |
| De Producers                           | Ulla                                       | musical       | Music Hall                       | 2012      |
| Casino Amusanto                        | Ann                                        | revue         | /                                | 2011      |
| Spamalot                               | Lady of the lake                           | musical       | Music Hall                       | 2011      |
| Caals Comedy Club 2010                 | Ann                                        | revue         | /                                | 2010      |
| Musicalsongbook                        | Ann                                        | muziektheater | Judas Theaterproducties          | 2010      |
| Kerstshow Luc Caals                    | Ann                                        | revue         | /                                | 2009      |
| Elisabeth                              | Elisabeth                                  | musical       | Music Hall                       | 2009      |
| Annie                                  | Grace Farell                               | musical       | Music Hall en V&V Entertainment  | 2008-2009 |
| The Last Five Years                    | Sanne De Vos                               | musical       | Judas Theaterproducties          | 2008      |
| Assepoester                            | Assepoester                                | musical       | Music Hall en V&V Entertainment  | 2008      |
| Grease                                 | Rizzo                                      | musical       | Music Hall en V&V Entertainment  | 2008      |
| Bakelietjes                            | Ann                                        | muziektheater | eigen productie                  | 2008-2009 |
| Beauty and the Beast                   | Belle                                      | musical       | Stage Entertainment              | 2007      |
| Edith en Simone                        | Edith                                      | musical       | De Zuiderkroon                   | 2006      |
| Peter Pan                              | Wendy                                      | musical       | Music Hall                       | 2006      |
| Dracula                                | Adriana / Lenka                            | musical       | Music Hall                       | 2005-2006 |
| Eenzaam zonder jou                     | Barbara                                    | musical       | De Zuiderkroon                   | 2004      |
| Into The Woods                         | Cinderella                                 | musical       | Stichting Op Naar Het Bos        | 2004      |
| Merrily We Roll Along                  | Beth Spencer                               | musical       | Koninklijk Ballet van Vlaanderen | 2004      |
| The King and I                         |                                            | Musical       | Festivaria                       | 2003      |
| She loves me                           | alternate Amalia Balash                    | musical       | Koninklijk Ballet van Vlaanderen | 2002      |
| Let's do it                            | zangeres                                   | musical       | Koninklijk Ballet van Vlaanderen | 2002      |
| Camelot                                | ensemble                                   | musical       | Music Hall                       | 2002      |
| A little Night Music                   | Mrs. Anderson                              | musical       | Koninklijk Ballet van Vlaanderen | 2001      |
| The Hired Man                          | understudy May                             | musical       | Koninklijk Ballet van Vlaanderen | 2000      |

## Televisie
Naast haar vele musicalrollen, is ze ook een bekend gezicht op de Vlaamse televisie. Ze speelde onder meer Beata in de soap Thuis en dokter Iris Van de Vijver in Spoed. Daarnaast had ze gastrollen in onder andere (Aspe), Witse en Zone Stad. Ook doet ze de stem van Cassandra in Rapunzel: De serie.
In 2015 had Van den Broeck haar eerste rol in een film te pakken en vertolkte ze Cindy C. in de debuutlangspeelfilm Lee & Cindy C. van Stany Crets. Voor deze rol schreef ze de muziek van de titelsong Ik kies jou zelf.
| Titel                                   | Rol                                     | Soort programma    | Zender                            | Jaar                        |
| --------------------------------------- | --------------------------------------- | ------------------ | --------------------------------- | --------------------------- |
| Milo                                    | Andrea Verbanck                         | Telenovelle        | VTM                               | 2024-heden                  |
| Kom op tegen Kanker, alles in de strijd | Ann                                     | Humaninterest      | VRT 1                             | 2024                        |
| Familie                                 | Kathleen Moens                          | Soapserie          | VTM                               | 2019-2020                   |
| #LikeMe                                 | Kristel Jacobs                          | Muzikale fictie    | Ketnet                            | 2019-2020                   |
| Lee & Cindy C.                          | Cindy C.                                | film               | /                                 | 2015                        |
| Sing that song                          | Ann                                     | varietéshow        | Een                               | 2013                        |
| Danni Lowinski                          | Marie Sterkx                            | drama komedie      | VTM                               | 2013                        |
| Aspe                                    | Steffi Vandenbussche(gastrol)           | Politieserie       | VTM                               | 2013                        |
| Aspe                                    | Charlotte Hendrickx(gastrol)            | Politieserie       | VTM                               | 2010                        |
| Zone Stad                               | Anna Kuypers(gastrol)                   | Politieserie       | VTM                               | 2010                        |
| Dag en Nacht                            | Tina(gastrol)                           | Drama              | VTM                               | 2010                        |
| Steracteur Sterartiest                  | Ann                                     | Televisieprogramma | Een                               | 2009                        |
| Happy Singles                           | Ruth                                    | Sitcom             | VTM                               | 2008                        |
| De Provincieshow                        | met het lied Memory uit de musical Cats | Televisieprogramma | Een                               | 2007                        |
| Samson en Gert                          | Sofie, de mama van Remi (gastrol)       | Kinderprogramma    | op de dvd: Samson & Gert: 15 Jaar | 2005                        |
| Spoed                                   | Dokter Iris Van de Vijver               | Ziekenhuisserie    | VTM en TROS                       | 2004-2008                   |
| Samson en Gert                          | Dokter Isabelle (gastrol)               | Kinderprogramma    | Ketnet                            | 2004                        |
| Zone Stad                               | Melissa                                 | Politieserie       | VTM en TROS                       | 2004                        |
| Witse                                   | Elisabeth Tommelein                     | Politieserie       | Een                               | 2004                        |
| Aspe                                    | Joyce                                   | Politieserie       | VTM en RTL 4                      | 2004                        |
| Lili en Marleen                         | Vriendin van Pierre (gastrol)           | Komedie            | VTM                               | 2003                        |
| Spoed                                   | Nancy Coens (gastrol)                   | Ziekenhuisserie    | VTM                               | 2001                        |
| 2 Straten verder                        | stewardess/verpleegster                 | Komedie            | VTM                               | 2000(-)                     |
| Thuis                                   | Beata Kozinsky                          | Soapserie          | Een                               | 2000, 2004-2005, 2017, 2018 |
| Café Majestic                           | An                                      | Komedie            | VTM                               | 2000-2003                   |

## Nasynchronisatie
- Disenchanted - Giselle (2022)
- Toy Story 4 - Jessie (2019)
- Playmobil The Movie - Fee (2019)
- Rikkie De Ooievaar - Aurora (2018)
- Pieter Konijn (2018)
- Rapunzel: De Serie - Cassandra (2017-heden)
- Tangled: Before Ever After - Cassandra (2017)
- Coco (2017)
- Pinokkio - Blauwe fee (2012)
- The Muppets - Mary (2011)
- De mooiste sprookjes van Grimm – Verschillende rollen (2011)
- Toy Story 3 - Jessie (2010)
- Enchanted - Giselle (2007)
- The Golden Compass - Mrs. Coulter (2007)
- Harry Potter en de Orde van de Feniks - walla (menigte, geesten,...) (2007)
- Shrek 2 - Goede fee (2004)
- Toy Story 2 - Jessie (1999)

## Prijzen
- 2025: Musical Award voor Elisabeth (Beste vrouwelijke bijrol) -gewonnen
- 2011: Vlaamse Musicalprijs voor Spamalot (Beste vrouwelijke hoofdrol) - nominatie
- 2008: Vlaamse Musicalprijs voor The Last 5 Years (Beste vrouwelijke hoofdrol) - gewonnen
- 2007: Vlaamse Musicalprijs voor Edith en Simone (Beste vrouwelijke hoofdrol) - nominatie
- 2006: Vlaamse Musicalprijs voor Dracula (Beste vrouwelijke hoofdrol) - nominatie
- 2004: John Kraaijkamp Musical Award voor Merrily We Roll Along (Beste vrouwelijke bijrol)- nominatie
- 2004: Vlaamse Musicalprijs voor Merrily We Roll Along (Beste vrouwelijke bijrol) - gewonnen

## Boeken
- Zing! (2020)
- Annie Pannie (2023)

## Privé
Ann had van 2011 tot 2023 een relatie met Stany Crets. Op 5 augustus 2022 maakte ze bekend dat ze de diagnose borstkanker kreeg. Sindsdien gaf ze geregeld een update over haar traject en de impact op haar leven. Dat deed ze omdat ze merkt dat er nog steeds een taboe heerst rond het onderwerp. Als gevolg van haar kankerdiagnose heeft ze zich tijdens de editie van de winterrevue van 2022/2023 laten vervangen door Ianthe Tavernier.